# Kronprins
En kronprins er en prins, der står først i arvefølgen og kan forvente at blive monark, når den nuværende monark dør eller abdicerer, uanset om der måtte blive født andre tronarvinger. I modsætning hertil står en arveprins, der kan rykke ned i arvefølgen ved at der fødes en nærmere tronarving.
I nogle lande har kronprinsen en særlig titel – den spanske kronprins er fyrste af Asturien og den engelske (siden 1707 britiske) kronprins er prins af Wales, hertug af Cornwall og (i Skotland) hertug af Rothesay.
Ordet tronfølger benyttes som et kønsneutralt udtryk om den første i arvefølgen, uanset om denne er den direkte arving (f.eks. som kronprins Christian) eller "presumptiv" arving (som f.eks. arveprins Knud var 1947–53). 
For en prinsesse kan betegnelsen kronprinsesse i nogle tilfælde bruges tilsvarende; i andre tilfælde betegner kronprinsesse dog kronprinsens hustru.